# Celaena japonica
Celaena japonica là một loài bướm đêm trong họ Noctuidae.